# Lippenspolder (België)
De Lippenspolder is een polder in de Belgische gemeente Knokke-Heist. De polder ontstond door de bedijking van de Commandeursplaat, aangewassen land of een plaat op de westelijke oever van het Zwin, net voor de Burkeldijk.